# Ruc maltès
El ruc maltès també conegut com a  Hmar Malti  és una raça de ruc originària de Malta. S'utilitzava com a bèstia de càrrega. La raça es va introduir als Estats Units i va contribuir a forjar la raça mammoth americà. El ruc maltès també es va introduir a Austràlia a mitjans dels anys vuitanta del segle passat. Actualment, només queden uns 50 ases maltesos al món.